# Лонцьк (Мазовецьке воєводство)
Лонцьк (пол. Łąck) — село в Польщі, у гміні Лонцьк Плоцького повіту Мазовецького воєводства.
Населення — 1855 осіб (2011).
У 1975-1998 роках село належало до Плоцького воєводства.

## Демографія
Демографічна структура станом на 31 березня 2011 року:
|          | Загалом | Допрацездатний вік | Працездатний вік | Постпрацездатний вік |
| -------- | ------- | ------------------ | ---------------- | -------------------- |
| Чоловіки | 880     | 187                | 617              | 76                   |
| Жінки    | 975     | 195                | 594              | 186                  |
| Разом    | 1855    | 382                | 1211             | 262                  |